# Автошлях Т 1020
Автошлях Т 1020 — автомобільний шлях територіального значення в Київській області. Проходить територією Володарського та Сквирського районів. Загальна довжина — 27,4 км.
Проходить крізь населені пункти Шаліївка, Горобіївка, Рубченки.